# 佐藤元 (動畫師)
佐藤元（1960年1月1日—）是日本動畫師、漫畫家、機甲設計師。經手作品包括《魔女Tickle》《宇宙戰士》《SD高達》《小魔女DoReMi》等等。

## 外部連結
- 官方網站（日語）
- 佐藤元的X（前Twitter）（日語）